# Clan Ashikaga

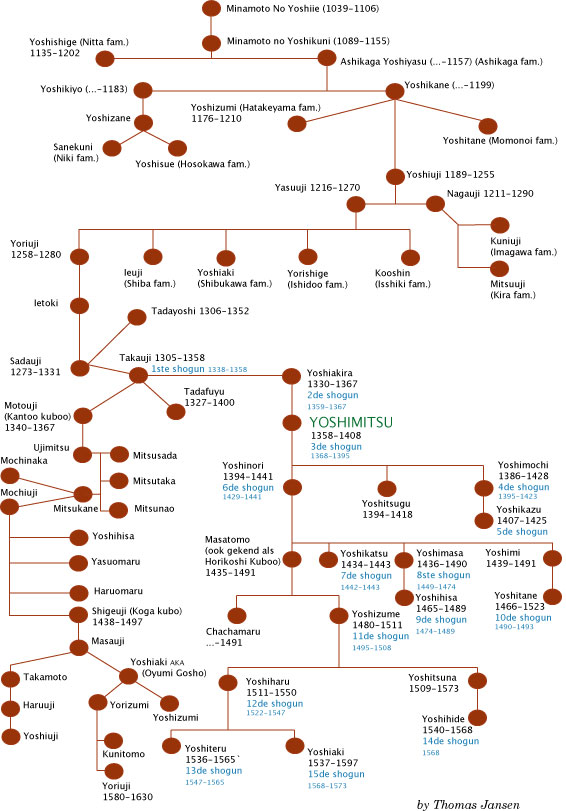
Árbol genealógico Ashikaga-tijdlijn

El clan Ashikaga (足利氏 Ashikaga-shi?) fue un importante clan japonés que se estableció en el shogunato Ashikaga y obtuvo el poder del shogunato durante la era Muromachi por más de doscientos años. Fue una rama del clan Minamoto y muchos clanes se derivaron de este incluyendo el clan Hosokawa, el clan Imagawa, el clan Kira, el clan Shiba y el clan Isshiki.
- Datos: Q725370
- Multimedia: Ashikaga clan / Q725370